# هينز سيتي
هينز سيتي (بالإنجليزية: Haines City)‏ هي مدينة أمريكية تقع في ولاية فلوريدا. تبلغ مساحة هذه المدينة 23.2 (كم²)،ويبلغ عدد سكانها 18762 نسمة حسب إحصاء سنة 2010 م 18762.تشير إحصاءات سنة 2000م بأن الكثافة السكانية في هذه المدينة تقدر بـ(872.7) نسمة/كم2 

## أعلام
- ماري هاتشر
- تومي ليتش
- لوثر بوردن
- واين غاندي
- مايك جيمس